# Scavi archeologici dell'agro pompeiano

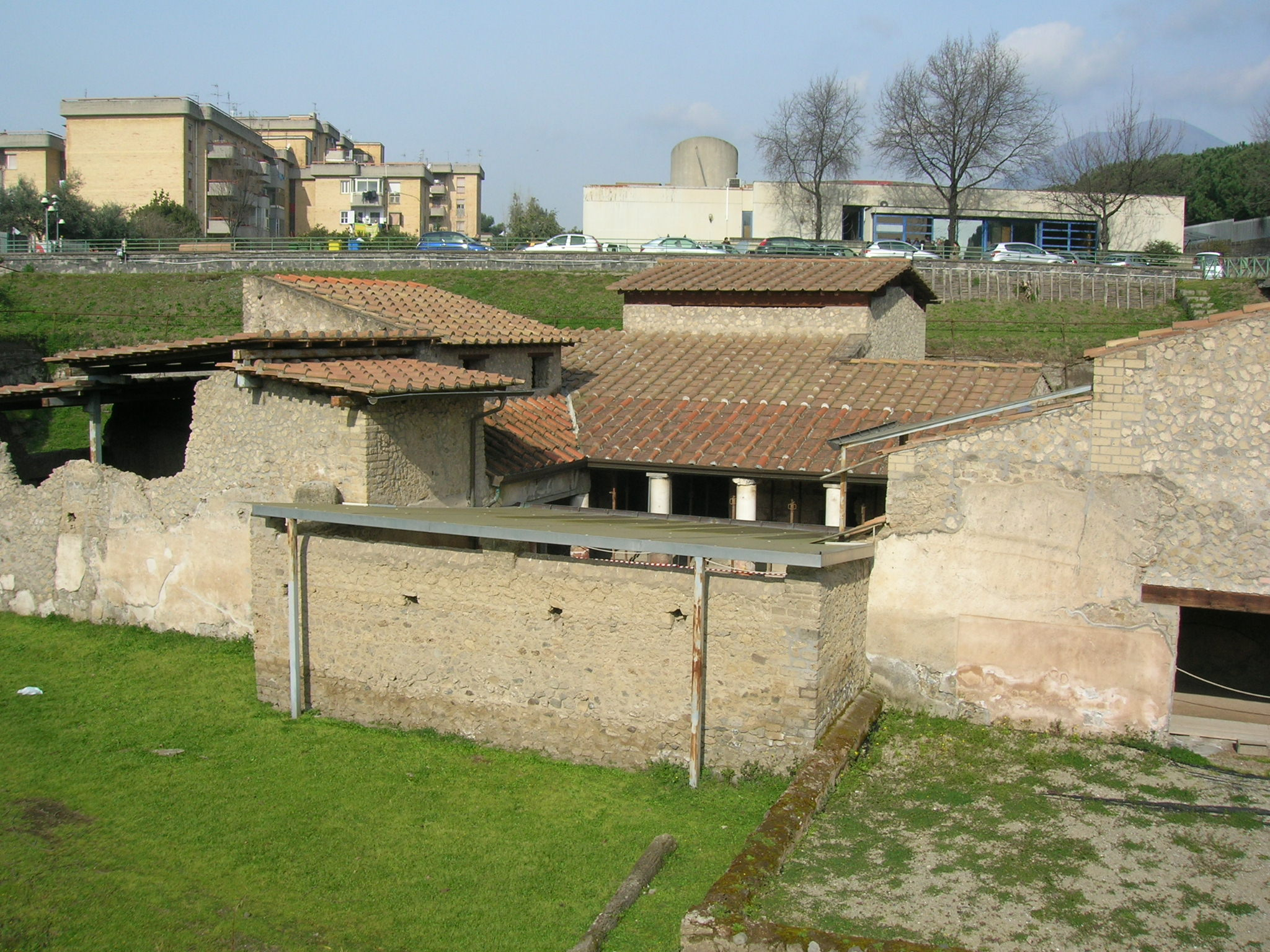
Villa Regina a Boscoreale

Gli scavi archeologici dell'agro pompeiano hanno riportato alla luce una serie di strutture di epoca romana sepolte da una coltre di materiale piroclastico durante l'eruzione del Vesuvio del 79.
Per agro pompeiano, in latino ager Pompeianus, si intende quel territorio esterno alle mura dell'antica Pompei che si estendeva lungo la piana del Sarno, negli odierni comuni di Pompei, Torre Annunziata, Boscoreale, Boscotrecase, Terzigno e Scafati; in particolare nella zona di Torre Annunziata era localizzato il suburbio di Oplonti, mentre la restante area veniva anche identificata come Pagus Augustus Felix Suburbanus.
I primi ritrovamenti archeologici documentati risalgono alla metà del XVIII secolo, coevi a quelli di Pompei, e riguardano necropoli, templi e principalmente ville rustiche, dotate sia di una zona residenziale che una agricola, per la produzione di vino, olio e cereali.

## Pompei
- Villa di Cicerone: risalente al II secolo a.C., venne scoperta poco fuori porta Ercolano nel 1748 per poi essere nuovamente sepolta nel 1778[4]. Attribuita alle proprietà di Marco Tullio Cicerone, senza però alcuna evidenza archeologica[5], le pitture della villa divennero famose in tutta Europa, influenzando il gusto neoclassico in voga tra la fine del XVIII e l'inizio del XIX secolo[6].

- Villa in fondo Cipriano: fu esplorata nel 1908 dopo essere stata ritrovata a seguito di alcuni interventi in un fondo agricolo; vennero recuperate monete in oro, argento e bronzo e uno scheletro con accanto un anello d'oro[7].

- Villa in fondo Brancaccio: scoperta nel 1904, era dedicata alla produzione di olio, come dimostrato dalla presenza di un torchio; al suo interno vennero ritrovati oggetti in bronzo, ferro, vetro e terracotta, oltre a un larario e a due scheletri umani e due di cani[8].

- Villa in fondo Prisco: esplorata tra il febbraio e il luglio del 1903, disponeva anche di un quartiere termale; in un ambiente furono ritrovati sei scheletri. Adiacente alla villa fu rinvenuta anche una tomba[9].

- Villa in fondo Zurlo: venne scoperta nel 1895 e scavata nel 1897. La villa disponeva di una zona produttiva e una residenziale, quest'ultima con alcuni ambienti decorati con affreschi in quarto stile[10]: le pitture sono conservate in parte al British Museum a Londra e al Museo del Louvre a Parigi[11].

- Villa in fondo Mollica: villa rustica ritrovata nel 1901 lungo la strada che conduceva da Boscoreale a Pompei; della struttura non è stata redatta alcuna descrizione[12].

## Torre Annunziata

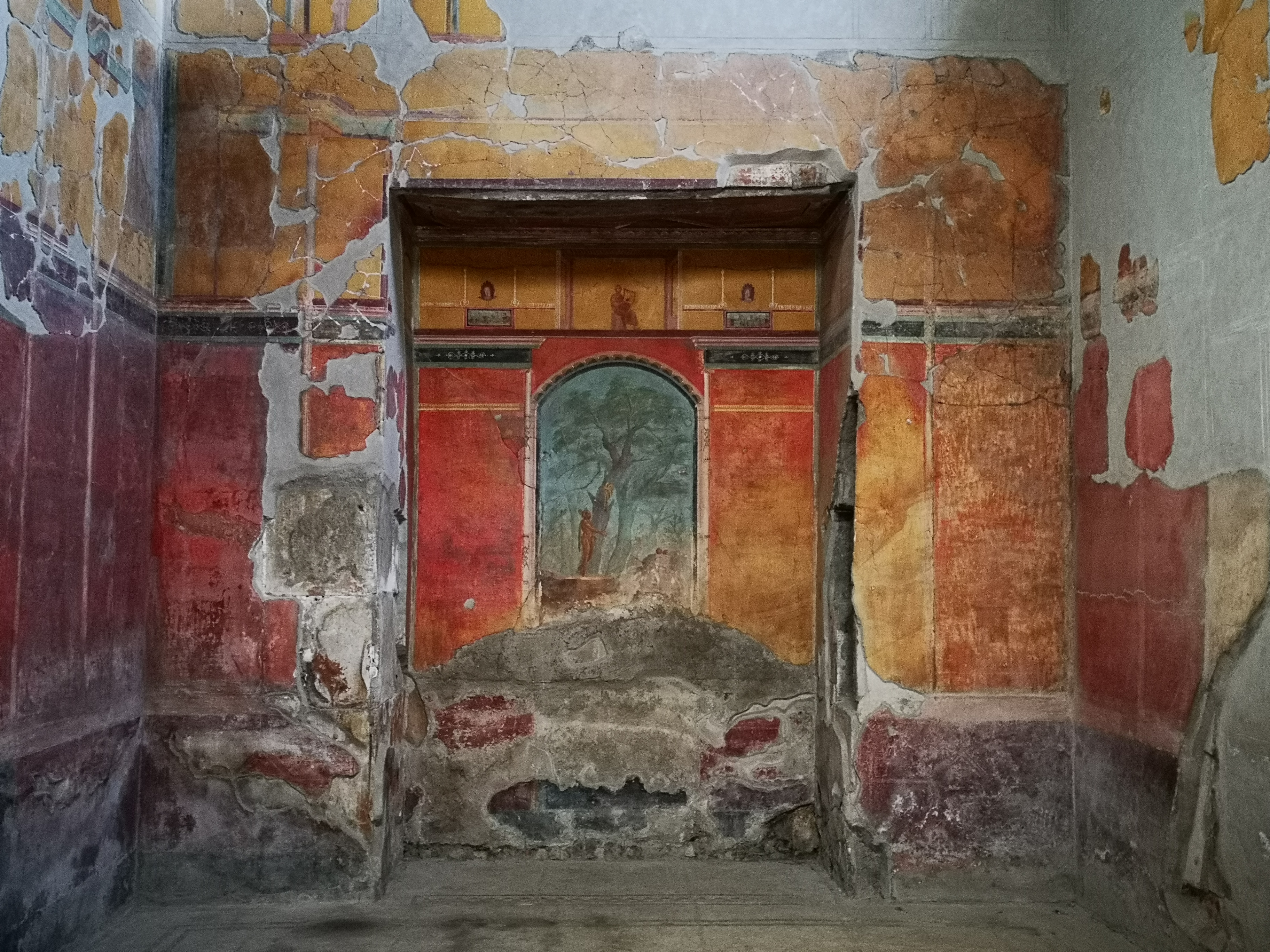
Affreschi del calidario della villa di Poppea

- Villa di Poppea: probabilmente di proprietà della moglie di Nerone, Poppea, da cui prende il nome[13], la villa venne parzialmente esplorata nel 1839[14] anche se i primi scavi sistematici partirono nel 1964[15]. Oltre agli ambienti residenziali e di servizio era anche dotata di un giardino con piscina[16] e un quartiere termale: al suo interno sono stati rinvenuti affreschi in secondo, terzo e quarto stile, pavimenti a mosaico e marmo[17], statue[18] e oggetti in terracotta come lucerne[19] e vasi[20].

- Villa di Lucio Crassio Terzio: chiamata anche villa B, è così denominata da un sigillo in bronzo su cui era impresso tale nome. Risalente al II secolo a.C., fu rinvenuta nel 1974 durante i lavori di costruzione di una scuola[21]; si articolava intorno a un cortile colonnato ed era a due piani: in quello inferiore gli ambienti residenziali, mentre in quelli superiore quelli dedicati alle attività produttive[22]. Oltre ad affreschi, principalmente in quarto stile, in due stanze furono rinvenuti due gruppi di scheletri[23].

- Villa di Caio Siculio: scoperta nel 1841 durante la costruzione della linea ferrovia da Portici a Nocera Inferiore, dopo essere stata spogliata di tutte le opere d'arte, tra cui l'affresco Narciso ed Eco, fu nuovamente seppellita; il nome deriva da un sigillo in bronzo su cui era inciso il nome del probabile proprietario[24].

- Terme di Marco Crasso Frugi: nei pressi di punta Oncino, nel 1834, quando il generale Vito Nunziante iniziò la costruzione di uno stabilimento termale per sfruttare una fonte di acqua minerale appena scoperta, furono ritrovati alcuni ambienti termali di epoca romana pavimentati a mosaico e rivestiti in marmo[25].

## Boscoreale

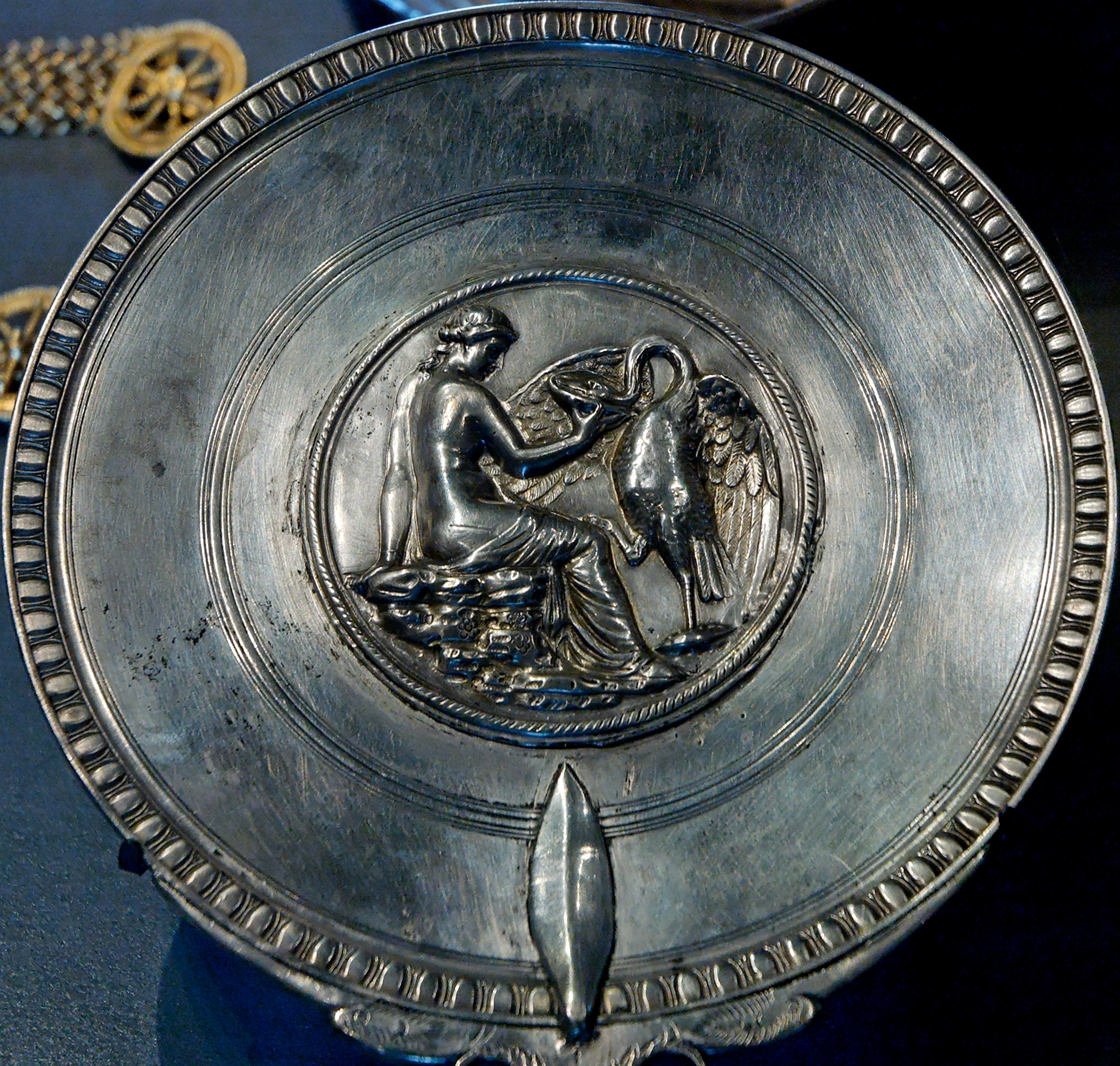
Piatto con raffigurazione di Leda e il cigno proveniente dalla villa della Pisanella

- Villa Regina: risalente al I secolo a.C., fu ristrutturata sia in età augustea che in quella giulio-claudia; venne ritrovata nel 1977 ed esplorata nei primi anni 1980, venendo riportata completamente alla luce. Le decorazioni pittoriche erano in terzo e quarto stile: al suo interno venne ritrovato un plaustrum e un torchio; dedicata principalmente alla produzione del vino, è stato possibile ottenere i calchi delle radici delle viti: disponeva di una cella vinaria con diciotto dolia[26]. In prossimità della villa è l'Antiquarium di Boscoreale[27].

- Villa della Pisanella: edificata nel I secolo a.C., apparteneva al banchiere Lucio Cecilio Giocondo; venne ritrovata nel 1868 ma esplorata tra il 1894 e il 1898, per poi essere nuovamente sepolta. Le decorazioni pittoriche della villa erano principalmente in terzo stile, come quelle del quartiere termale, e aveva una cella vinaria composta da ottantaquattro dolia; dalla villa proviene inoltre il cosiddetto tesoro di Boscoreale, custodito in larga parte al Museo del Louvre, costituito principalmente da pezzi di argenteria, oltre a bicchieri, brocche e phialai e 1 037 monete d'oro[28].

- Villa di Publio Fannio Sinistore: venne costruita nel I a.C. e ritrovata nel 1899, per poi essere esplorata a partire dall'anno successivo; devo il suo nome a Publio Fannio Sinistore, nome ritrovato su un vaso in metallo, anche se nell'ultimo periodo fu di proprietà di Lucio Erennio Floro, come testimoniato dal ritrovamento di un sigillo. Le decorazioni pittoriche, principalmente in secondo stile, realizzate tra il 30 e il 40 a.C., tra cui diverse megalografie[29], furono staccate e conservate in diversi musei come il Metropolitan Museum of Art di New York, il Museo archeologico nazionale di Napoli, il Museo del Louvre e il Musée royal de Mariemont a Morlanwelz[30].

- Villa di Numerio Popidio Floro: così chiamata dal nome del proprietario, come testimoniato da due iscrizioni votive, la villa venne esplorata nel 1906. Dalla struttura provengono affreschi in secondo e quarto stile e oggetti in marmo, in terracotta e in bronzo[31], conservati alla villa Getty di Malibù e all'Antiquarium di Boscoreale[32].

- Villa in fondo Vitiello: conosciuta anche come villa di Centopiedi, dalla contrada in cui è stata ritrovata, venne scavata tra il 1901 e il 1902; di particolare interesse un unico ambiente decorato con affreschi in primo e secondo stile[33].

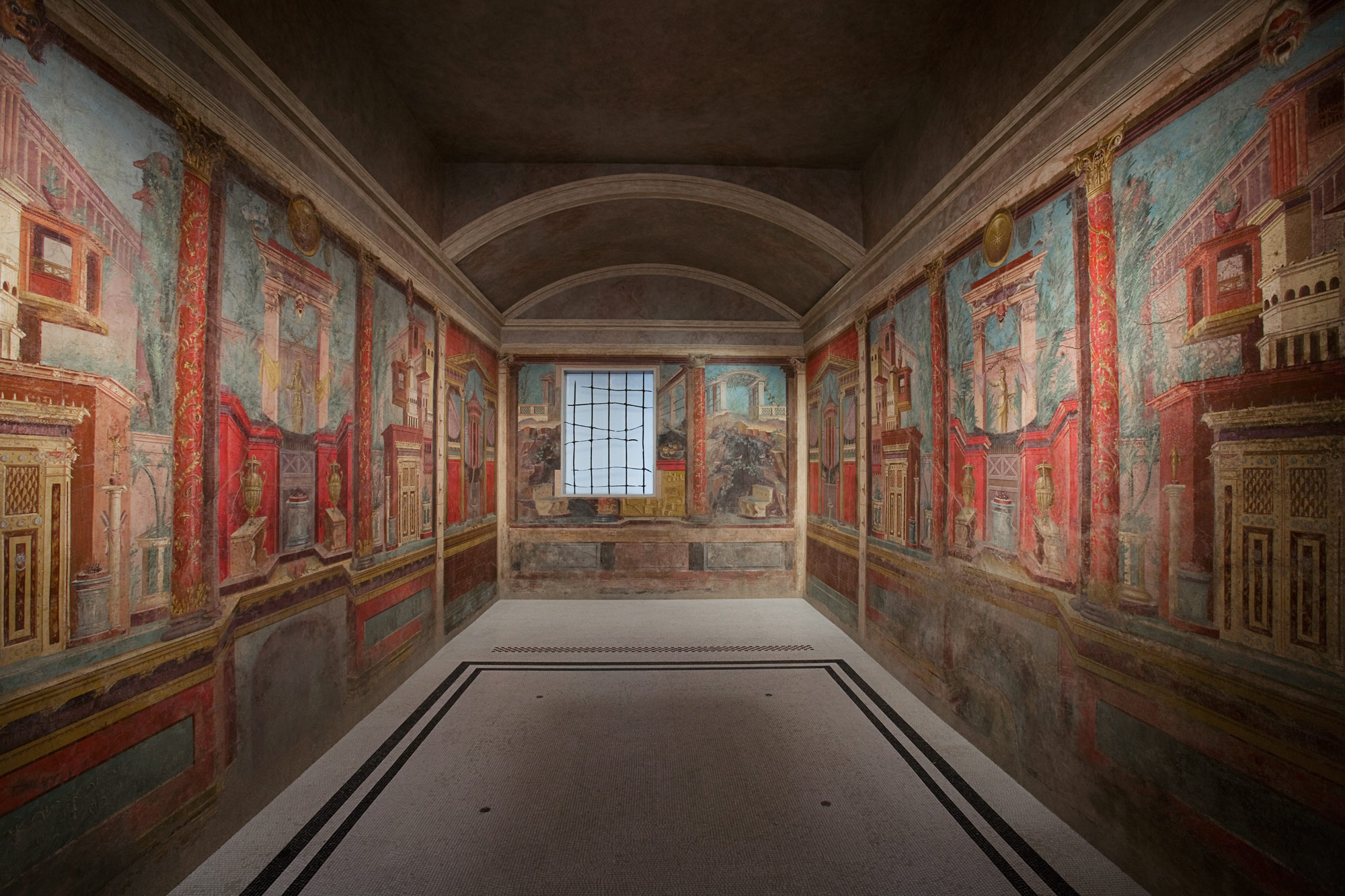
Cubicolo della villa di Publio Fannio Sinistore

- Villa in località Cangiani: scoperta nel 1904 durante i lavori di costruzione di un condotto del canale Conte di Sarno, fu parzialmente esplorata, soprattutto nella zona dell'aia, dove furono effettuati dei calchi delle radici delle piante, per poi essere nuovamente sotterrata; era dotata di un fienile e una cella vinaria[34].

- Villa in fondo Cirillo: esplorata tra il 1897 e il 1898, possedeva un ambiente con torchio; tra i ritrovamenti un larario decorato con una pittura raffigurante un serpente e una scena di sacrificio, custodito al Field Museum di Chicago[35], oggetti in alabastro, vetro e terracotta, oltre a diversi scheletri umani e animali[36].

- Villa in fondo D'Acunzo: scoperta nel 1903 nei pressi della stazione di Boscoreale sulla ferrovia Torre Annunziata - Cancello; dalla villa provengono i resti di una bilancia in legno e bronzo oltre a oggetti in terracotta, avorio, vetro e bronzo, tra cui un gruppo di sette statuette raffiguranti divinità[37], custodite al Walters Art Museum di Baltimora[38].

- Villa in via Della Rocca: nel 1973 venne ritrovata una cella vinaria assieme a frammenti di vasi di terracotta e tegole[39]; poco distante, nel 1979, durante i lavori di costruzione di un pozzo, a una profondità di sei metri, furono rinvenuti resti di una villa[40].

- Villa di Marco Livio Marcello: così chiamata a seguito del ritrovamento di un sigillo con questo nome, venne scavata nel 1928 solo parzialmente, mettendone in luce la parte rustica per poi essere ricoperta[41].

- Villa in via Casone Grotta: edificata in età imperiale, fu ritrovata nel settembre del 1986[42]; da un ambiente adibito a larario sono stati rinvenuti le statuette di una figura femminile distasa su un Kline e un Genio femminile, oltre ad alcuni oggetti in oro e in terracotta[43].

- Tomba in località Pisanella: scoperta nel 1897, si tratta di serie di tre tombe a cassa rettangolare coperte con tegole, di cui una sola conteneva lo scheletro; il ritrovamento di una lucerna ne attesta l'uso cristiano[44].

- Sepolcreto della gens Arria: scoperto nel 1928, si tratta di tre tombe contrassegnate da tre lapidi in marmo le quali indicavano le tre olle cinerarie sotterrate, appartenenti alla gens Arria, come inciso sulle lapidi[45].

## Boscotrecase
- Villa di Lucio Arellio Successo: scavata nel biennio 1898-1899 conservava affreschi in primo stile pompeiano e ambienti rustici.

- Villa di Agrippa Postumo, parzialmente scavata nel 1903 e 1905 di cui si erano rinvenuti un peristilio e ambienti decorati con affreschi in terzo stile, poi staccati e conservati al Museo archeologico nazionale di Napoli[46] e al Metropolitan Museum of Art di New York[47]; questa villa fu nuovamente ricoperta dall'eruzione del Vesuvio del 1906[48].

## Terzigno

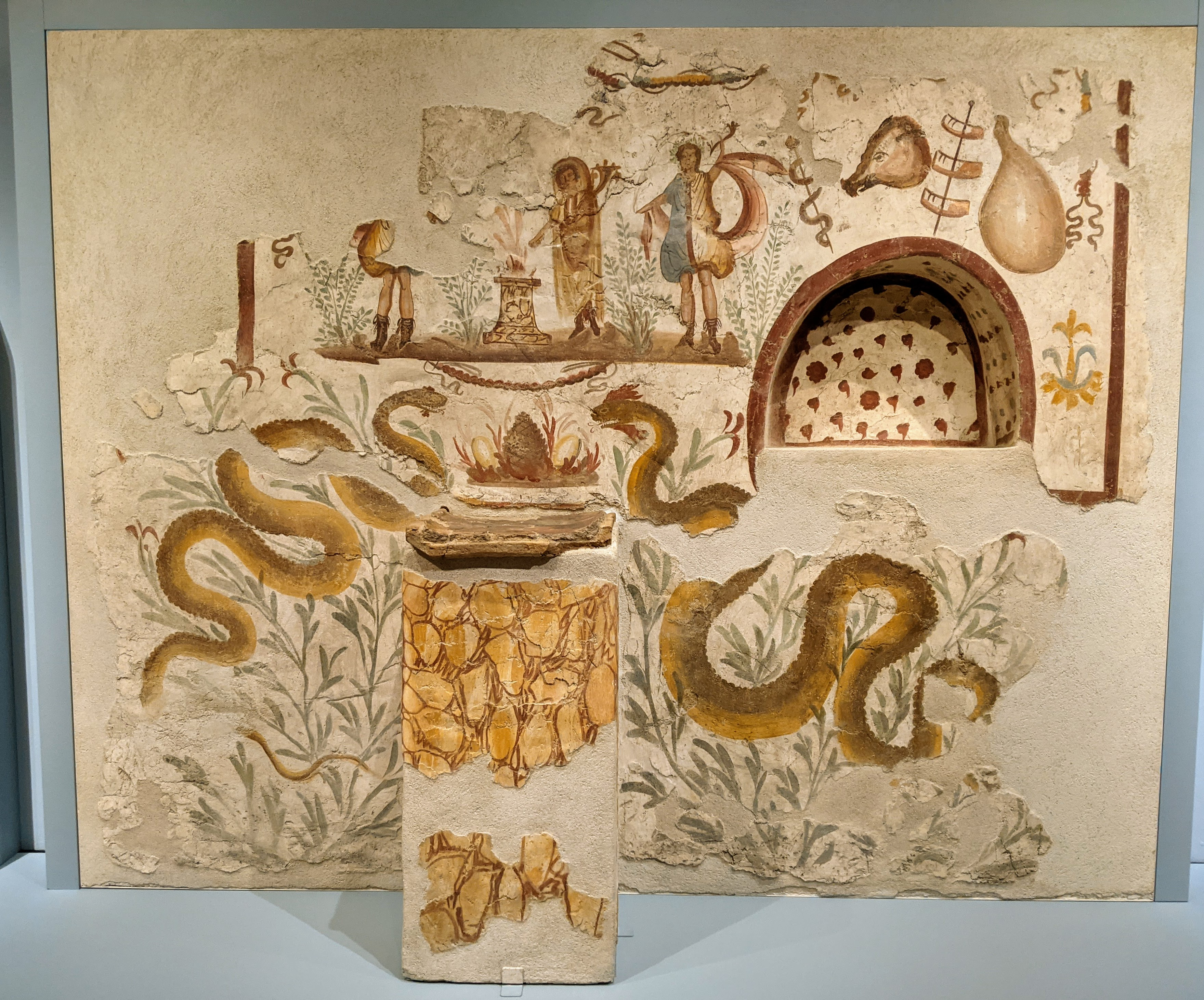
Il larario della villa 6

- Villa 1: realizzata tra il II e il secolo a.C., con una superficie di circa 600 metri quadrati, fu esplorata parzialmente tra il 1981 e il 1983[49]. Posta all'interno della cava Ranieri, era una villa rustica dedicata principalmente alla produzione del vino, come testimoniato dalla cella vinaria con 42 dolia[49]; all'interno di un deposito inoltre furono rinvenuti resti carbonizzati di erbe mediche, pisello selvatico, fave e trifoglio[50].

- Villa 2: ubicata all'interno della cava Ranieri, fu costruita tra il II e il I secolo a.C. su una superficie di circa 1 200 metri quadrati. Venne esplorata tra il 1984 e il 1992: durante le indagini archeologiche furono ritrovati nella cucina oggetti in terracotta, nel triclinio cinque scheletri umani e due di cani, oltre a 21 monete di epoca repubblicana e imperiale e vari monili come gioelli in oro, tre collane e un bracciale; era inoltre dotata di un torchio e di una cella vinaria: vennero ritrovati anche attrezzi agricoli[49].

- Villa 3: fu ritrovato qualche tratto di muratura e il fondo di una cisterna[50].

- Villa 4: venne rinvenuto un pavimento in cocciopesto circondato da un muro in opera incerta[50].

- Villa 5: fu ritrovato solo qualche sporadico elemento[50].

- Villa 6: ubicata nella cava Ranieri, fu indagata tra il 1993 e il 2011; di circa 2600 metri quadrati, al suo interno furono ritrovati sei scheletri di adulti e uno di un bambino[49]. Gli ambienti, pavimentati a mosaico, conservavano pitture in secondo stile riproducenti elementi architettonici e scene mitologiche, staccati e custoditi al Museo archeologico territoriale di Terzigno[51]: ben conservato il larario che era posto nella cucina. La villa era anche dotata di un quartiere termale[49].

Tutte le ville sono state rinterrate.

## Scafati
- Villa di Numerio Popidio Narcisso: edificata nel I secolo a.C., fu individuata nel fondo agricolo di Domenico Prete nel 1932 e esplorata nel 1934. Si tratta di una villa di tipo rustico, con una superficie di circa 600 metri quadrati e deve la sua denominazione a un sigillo in bronzo su cui era riportato il nome di N. Popidi Narcissi Maioris[52]; disponeva di una cella vinaria in cui potevano essere ospitati sessanta dolia[53].

- Villa di Gneo Domizio Acuto: esplorata nel 1899, deve il suo a un sigillo in bronzo su cui era riportato il nome del presunto proprietario. Al suo interno furono ritrovati due scheletri, oggetti in terracotta, monili in oro e diverse statue di argento come quella di un serpente e due raffiguranti rispettivamente Iside e Venere[54].

- Villa in fondo Aquino: ritrovata al confine tra Scafati e Poggiomarino, venne esplorata nel 1925 e riseppellita nel 1927. Il pavimento era in terra battuta, eccetto una camera in cocciopesto, e le stanze erano prive di decorazioni pittoriche, tranne poche tracce di intonaco. Al suo interno fu rinvenuto lo scheletro di una capra con indosso una campana[55].

- Villa in fondo De Prisco: le esplorazioni della villa furono presto abbandonate a causa della scarsità di reperti ritrovati. Furono recuperati gli scheletri di un cavallo e alcune galline, due vasi in bronzo e attrezzi agricoli, oltre a oggetti in terracotta; le pareti presentavano tracce pittoriche con una zoccolatura in rosso e in nero[56].

- Villa in fondo Di Palma: indagata nel 1903, era stata però già precedentemente depredata. Furono ritrovati un frammento in marmo, parte di una statua e oggetti in bronzo, vetro e terracotta, come lucerne e anfore[57].

- Villa in fondo Liguori: gli scavi eseguiti per volontà della proprietaria Maria Liguori nel 1898 si concentrarono solo sulla parte alta di una struttura di cui non fu possibile né raggiungere il piano di calpestio né redigere una mappa a causa della presenza di acqua; oltre ad alcuni frammenti di quercia conservati dall'acqua, fu ritrovato una colonnina in marmo con piccola tavola su cui poggiava un'erma[58].

- Villa in fondo Malerba: le indagini furono eseguite nel 1899 e furono ostacolati dalla presenza di acqua. Venne rinvenuti oggetti in terracotta, come vasi e piatti, e vetro, principalmente unguentari[59].

- Villa in fondo Martone: segnalata da Matteo Della Corte come esplorata circa dieci o venti anni prima del 1923, fu ritrovata nel 1993 durante i lavori di costruzione delle fondamenta di un'abitazione. Oltre ad oggetti in terracotta e vetro, dalla villa vennero staccati anche alcuni affreschi come il pannello a fondo nero con un paesaggio o Ercole e Onfale, custoditi nel museo della Rhode Island School of Design a Providence, oppure uno che raffigurava due lottatori, ospitato al Museo archeologico nazionale di Napoli[60].

- Villa in contrada Ventotto: esplorata dal gennaio all'aprile 1933[61].

- Villa in via Poggiomarino: fu ritrovata il 5 febbraio 1993 durante i lavori di costruzione delle fondamenta di un edificio. Dagli ambienti esplorati si evinse che probabilmente dopo l'eruzione del Vesuvio del 79 la villa venne utilizzata come cava da cui recuperare materiale edile per la costruzione di nuove strutture; in un ambiente furono rinvenuti pezzi di un carro agricolo[62].

- Villa in fondo Buccino: scoperta negli anni 1960 fu nuovamente rintracciata nel 1992 nel corso di lavori per le costruzioni di fondamenta di un edificio.  Dalla villa furono staccati diversi affreschi tra cui quelli di un larario, mentre in un ambiente vennero ritrovati i resti di una carruca dormitoria[63].

- Tomba: fu ritrovata nel 1964 nei pressi di un passaggio a livello lungo la ferrovia Napoli - Poggiomarino; la tomba, che probabilmente era posta su una strada tra Pompei e Nocera, era composta da un edificio, molto rovinato al momento della scoperta, su due livelli, racchiuso in un basso muro di tufo[64] e intorno circondato da un giardino, nel quale furono ricavati i calchi delle radici degli alberi[65].

- Cella vinaria: ritrovata nel 1930[66].